# H·A·L·费舍尔
赫伯特·阿尔伯特·劳伦斯·费舍尔 （1865年3月21日—1940年4月18日）是英国自由党政治人物，历史学者。1916年至1922年在大衛·勞合·喬治的联合政府中担任教育大臣。

## 背景和教育
费舍尔出生于伦敦， 是《关于美国战争起源的思考》一书的作者赫伯特·威廉·费希尔（Herbert William Fisher，1826-1903 年）和妻子瑪麗·路易莎·傑克遜（Mary Louisa Jackson，1841-1916 年）的長子。 他的妹妹艾德琳·瑪麗亞·費舍爾是作曲家拉尔夫·沃恩·威廉姆斯的第一任妻子，另一位妹妹弗洛伦斯·亨丽埃塔·费舍尔则嫁给了弗雷德里克·威廉·梅特兰和弗朗西斯·达尔文爵士。 他的妹妹科迪莉亞·費舍爾 (Cordelia Fisher) 與作家、評論家兼記者理查德·柯尔 (Richard Curle)结婚，并生下了学者亚当·柯尔（Adam Curle） 。 费舍尔是弗吉尼亚·伍尔夫和她的妹妹凡妮莎·贝尔（費舍爾母親的妹妹茱莉亞的孩子）的堂兄，曾就讀於牛津温彻斯特和新学院，并于1888年以一等学位毕业并获得奖学金。 

## 职业
费舍尔是牛津大学现代史导师。他的著作包括《波拿巴主义》（1908年）、《欧洲的共和传统》（1911年）和《拿破仑》（1913年）。1912年9月，他（与伊斯灵顿勋爵、罗纳德谢勋爵、阿卜杜勒·拉希姆等人）被任命为1912年至1915年印度公共服务皇家委员会成员。1913年至1917年间，他担任谢菲尔德大学副校长。
1916年12月，费舍尔当选为谢菲尔德哈勒姆选区议员 ，并加入大卫·劳合·乔治政府，担任教育大臣。同月，他宣誓就任枢密院议员。在此职位，他对1918年教育法令的製定發揮了重要作用，該法規定 14歲以下兒童必須上學。費雪也負責制定1918年《學校教師（退休金）法案》，該法案為所有教師提供退休金。
1918年，他成为英国联合大学议员。 
1926年2月15日，费舍尔被任命为奇尔特恩百人事务管家，辞去议会席位，退出政坛，出任牛津新学院院长，直至去世。他于1935年出版了三卷本的欧洲史（ISBN 0-00-636506-X ）。他曾在英国科学院、大英博物馆、罗德受托人、国民信托、温彻斯特管理机构、伦敦图书馆和BBC任职。他因其传记《詹姆斯·布莱斯，德赫蒙特布莱斯子爵》而获得1927年詹姆斯·泰特·布莱克纪念奖 ，并于1937年获得荣誉勋章。 
1939年，他被任命为英格兰和威尔士良心拒服兵役上诉法庭第一任主席。 
费舍尔在停电期间前往良心拒服兵役法庭的途中被一辆卡车撞倒并受重伤，于1940年4月18日在伦敦圣托马斯医院去世。他的一些财产，包括他的图书馆和一些衣服，仍然留在新学院。
1943 年，英国情报机构肉馅行动中，为了欺骗敌军，捏造了一名假皇家海军陆战队軍官，將其屍體拋入海上，希望其所攜帶的虛假情報能夠被相信。 由於虛構的馬丁少校是個有一定經濟能力的人，他需要優質的內褲，但由於配給，很難獲得，情報官員也不願意捐獻自己的內褲。 最後用了费舍尔的內褲，欺騙中使用的屍體穿著费舍尔的優質羊毛內褲，成功地誤導了德國情報部門。

## 家庭
费舍尔于1899年与经济学家兼历史学家莱蒂斯·伊尔伯特（Lettice Ilbert，1875-1956年）结婚。他们唯一的孩子是英国学者玛丽·贝内特。

## 肖像
牛津新学院悬挂着凯瑟琳·道奇森 ( Catharine Dodgson）绘制的费舍尔肖像画和威廉·尼克尔森 （William Nicholson）绘制的油画肖像。该学院还拥有Berthe Noufflard of Fisher、Lettice Ilbert和Mary Bennett撰写的对话文章。

## 相关
- 弗雷德里克·威廉·梅特兰
- 亨利·詹姆斯·萨姆纳缅因州
- 保罗·维诺格拉多夫
- 英国的自由主义

## 作品
- The Medieval Empire, Vol. 2, Macmillan & Co., 1898.
- Studies in Napoleonic Statesmanship: Germany, Oxford: Clarendon Press, 1903.
- The History of England, from the Accession of Henry VII to the Death of Henry VIII, 1485–1547, Longmans, Green & Co., 1906.
- Bonapartism; Six Lectures Delivered in the University of London, Oxford : Clarendon Press, 1908.
- The Republican Tradition in Europe, Methuen & Co., 1911.
- Napoleon, H. Holt and Company, 1913 [1st Pub. 1912].
- Studies in History and Politics, Oxford : The Clarendon Press, 1920.
- The Common Weal, Oxford: The Clarendon Press, 1924.
- James Bryce, 2 vols. London: Macmillan, 1927.
- Our New Religion, Ernest Benn, 1929. An examination of Christian Science.[17]
- 1. London: Eyre & Spottiswoode. 1935 –Internet Archive. volume 2;

### 文章
- "Fustel de Coulanges", The English Historical Review, Vol. V, 1890.
- "The Codes" in The Cambridge Modern History, vol. ix, Cambridge: University Press, 1906.
- "The Political Writings of Rousseau" （页面存档备份，存于）, The Edinburgh Review, Vol. CCXXIV, N°. 457, July 1916.
- "The Whig Historians", in Proceedings of the British Academy, n. 14, 1928.
- "A Universal Historian" in The Nineteenth Century and After, vol. 116, no. 694, December, London: Constable, 1934.

### 小册子
- The Value of Small States, Oxford Pamphlets, N°. 17, Oxford University Press, 1914.
- The British Share in the War, T. Nelson & Sons, 1915.
- Political Prophecies. An Address to the Edinburg Philosophical Society Delivered Nov. 5, 1918, Oxford: Clarendon Press, 1919.
- The Place of the University in National Life, Oxford University Press, 1919.
- Paul Valéry, Oxford, The Clarendon Press, 1927.
- What to Read on Citizenship, Leeds, Jowett & Sowry Ltd., 1928.